# Uncarina stellulifera
Uncarina stellulifera är en sesamväxtart som beskrevs av Jean-Henri Humbert. Uncarina stellulifera ingår i släktet Uncarina och familjen sesamväxter. Inga underarter finns listade i Catalogue of Life.

## Bildgalleri

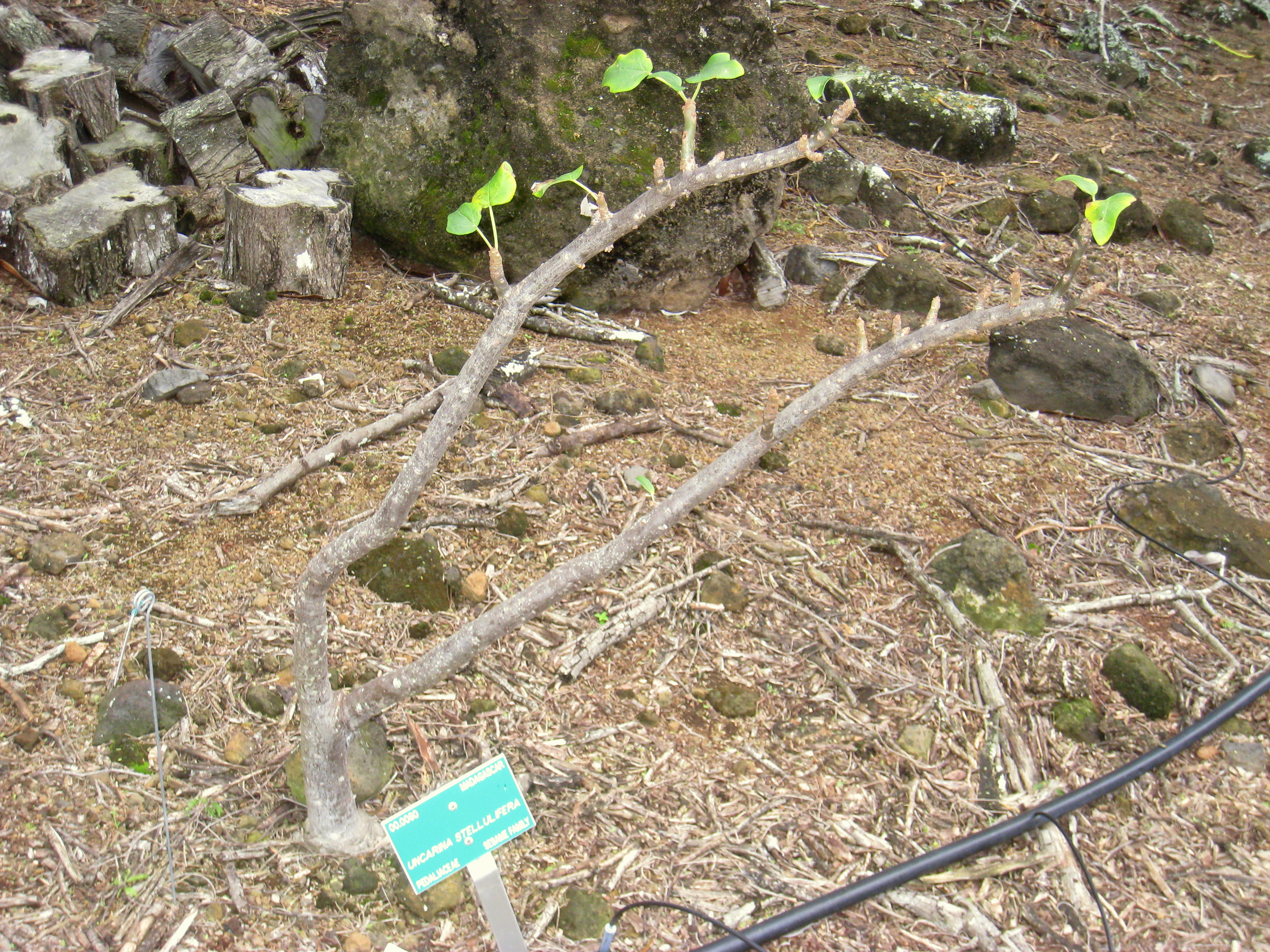